# Atmosphère secondaire
L'atmosphère secondaire d'une planète ou d'une lune est une couche de gaz l'enveloppant qui ne résulte pas de la capture de gaz pendant la phase d'accrétion du planétésimal dans son système stellaire. Elle prend forme grâce à des processus tels que l'activité volcanique interne, l'apport d'éléments volatils provenant d'impacts de comètes et le dégazage à sa surface.

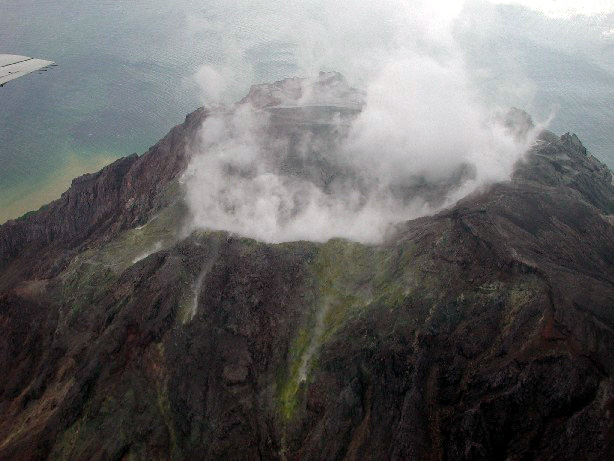
Dégazage du volcan Io-daké sur l'île de Iojima, Préfecture de Kagoshima au Japon.

Cette caractéristique est particulièrement observable sur les planètes telluriques, telles que Mercure, Vénus et Mars, au sein du système solaire. En comparaison avec les atmosphères primaires, comme celle de Jupiter, les atmosphères secondaires sont relativement minces. Certaines exoplanètes peuvent en être pourvues.
Les atmosphères secondaires peuvent subir des transformations ultérieures. Les processus biologiques peuvent donner lieu à l'atmosphère tertiaire, qu'on observe sur Terre.